# Ходжаабад (місто)
40°40′ пн. ш. 72°34′ сх. д. / 40.667° пн. ш. 72.567° сх. д.
Ходжааба́д (узб. Хўжаобод, Xoʻjaobod) — місто (з 1981 року) в Узбекистані, центр Ходжаабадського району Андижанської області. Населення 12 831 особа (1989).
Місто розташоване між каналами Шахрихансай та Південним Ферганським, поблизу залізничної станції Грунчмазар.
Працюють трикотажна та швейна фабрики.